# Yaucourt-Bussus
Yaucourt-Bussus korábbi község Franciaországban, Somme megyében. Lakosainak száma 247 fő (2022. január 1.). Yaucourt-Bussus Ailly-le-Haut-Clocher, Buigny-l’Abbé, Oneux és Saint-Riquier községekkel határos.
2025. január 1-jén Bussus-Bussuel korábbi községgel egyesült és az így létrejött Bussus-lès-Yaucourt új község része lett.

## Népesség
A település népessége az elmúlt években az alábbi módon változott:
| Lakosok száma | 224  | 242  | 255  | 244  | 244  | 245  | 245  | 247  | 247  |
|               | 2013 | 2015 | 2016 | 2017 | 2018 | 2019 | 2020 | 2021 | 2022 |